# Kościół Narodzenia Najświętszej Maryi Panny w Złotoryi
Kościół Narodzenia NMP w Złotoryi – rzymskokatolicka świątynia pod wezwaniem Narodzenia Najświętszej Maryi Panny w Złotoryi. Kościół zajmuje w historii i architekturze Złotoryi miejsce szczególne. Należy do zaledwie około dwudziestu miejskich kościołów parafialnych na Śląsku, których początki sięgają pierwszej połowy XIII wieku. Bardzo prawdopodobne, że jeszcze przed 1211 r., a więc w pierwszym dziesięcioleciu XIII wieku mieszkańcy złotej osady zaczęli budować w jej centrum kościół. Tu najwcześniej w Polsce zastosowano kilka elementów architektury, np. maswerki. Budowę świątyni patronował Henryk Brodaty, który w 1211 roku nadał Złotoryi prawa miejskie. Potężny kształt kościół zawdzięcza rycerskiemu zakonowi joannitów. Zwracają uwagę m.in.: portale (gotycki i romański), renesansowa ambona, epitafia oraz empory i ołtarz z XVII w. i XVIII w. Ze szczytu wieży podziwiać można panoramę miasta, Pogórza Kaczawskiego, Gór Kaczawskich i Karkonoszy, stąd rozlega się hejnał miejski. Do wnętrza zaprasza także wystawa o dziejach kościoła i renesansowym gimnazjum Valentina Trozendorfa. Symboliczny nagrobek tego najwybitniejszego złotoryjanina (pochowanego w Legnicy) znajduje się w prezbiterium.
Z dniem 28 czerwca 2014 roku we wspomnienie Niepokalanego Serca NMP kościół parafialny  Dekretem Administratora Apostolskiego diecezji legnickiej Biskupa Stefana Cichego został ustanowiony Lokalnym Sanktuarium Matki Bożej z Lourdes.

## Architektura kościoła

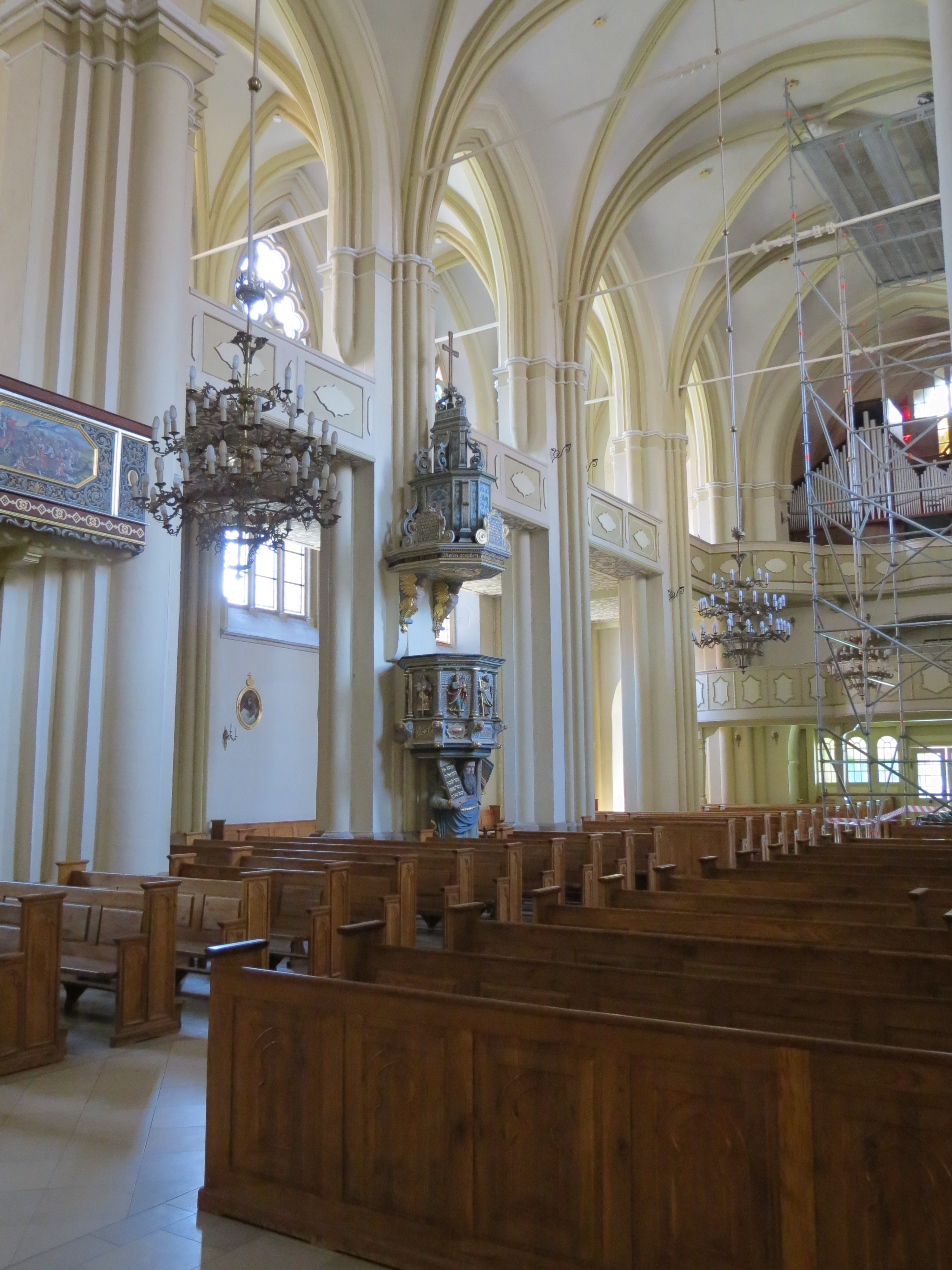
Wnętrze kościół Narodzenia NMP w oddali ambona)

Kościół zbudowany jest z kamienia – drobnoziarnistego piaskowca górnokredowego. Jest on usytuowany na płaszczyźnie wznoszącej się od 231,50 do 232,30 m n.p.m. Od wczesnego średniowiecza rozciągał się wokół niego obwiedziony murem cmentarz. Świątynia była otoczona fosą. Po 1945 roku teren wokół kościoła nosił nazwę Placu Zwycięzców. W średniowieczu kościoły chrześcijańskie budowane były wzdłuż osi wschód-zachód, zaś kościół złotoryjski usytuowany jest na osi północny wschód (prezbiterium) – południowy zachód (portal główny). Górująca nad miastem budowla jest efektem wybitnych umiejętności budowniczych średniowiecza.
Kościoły średniowieczne, określane jako miasta lub domy boże, są modlitwą w kamieniu. Według średniowiecznych wyobrażeń na zewnątrz kościoła mieszkało zło oraz rozpościerał się świat grzechu i chaosu. Czyhające za murami zło symbolizowały maski, które umieszczano na zewnętrznych ścianach, obok wejść. Znajdują się one w głowicach północnego transeptu.
Świątynię budowano etapowo i jak podają źródła koncepcję całości oraz fragmentów zmieniano przynajmniej dwa razy. Najpierw powstały fundamenty części wschodniej tj. prezbiterium i nawy poprzecznej (transeptu), które planowano zakończyć do wschodu trzema półkolistymi apsydami, lecz gdy fundamenty podniosły się powyżej poziom terenu, koncepcja została zmieniona i nadano absydzie prezbiterium formę pięciokątną. Taka zmiana nastąpiła również w kolegiacie głogowskiej. Pozostałe dwie absydy u ramion transeptu nabrały półkolistych kształtów. Prezbiterium przykryto sześciodzielnym sklepieniem żebrowym. Niskie arkady, świadczą o tym, że początkowo planowano wznieść kościół typu bazylikowego.
W planach uwzględniono jeszcze budowę dwóch wież, ale jak pokazują nam karty historii nie doszło do tego. Wierni mogli korzystać ze świątyni, do której prowadziły dwa portale w transepcie. Takie wejście było bardzo oryginalnym rozwiązaniem. W polskiej architekturze romańskiej nie było tego typu zastosowań. Dzięki temu wierni mieli łatwy dostęp do kościoła. Można wywnioskować, że już w I połowie XIII wieku znaczna część mieszkańców Złotoryi uczestniczyła w nabożeństwach. Około roku 1270 patronat nad kościołem objął rycerski zakon Joannitów, którzy przez wieki mieli ogromny wpływ na rozbudowę i renowację kościoła.
Od początku istnienia kościoła patronką jego była Święta Maria. Prawdopodobnie w średniowieczu świątynia otrzymała, dzięki Joannitom, drugiego patrona, którym został św. Michał. Wzmianka na jego temat znajduje się w przekazach z XII wieku, lecz nie ustalono czy obie te postacie patronowały świątyni. W kościele możemy zobaczyć, jedyny wizerunek patronki, który znajduje się na sklepieniu kościoła.
Prace związane z drugiem etapem budowy wznowiono zgodnie z nową koncepcją, w której planowano wznieść kościół halowy.
W budowli widoczne są wpływy westfalskie (np. rozeta w transepcie), jak również wpływy turyngeńsko- saskie lub heskie. Można zauważyć, iż w kościele są niejednakowe kształty maswerków (laskowań) w oknach elewacji.
Trzeci etap budowy wiązał się z dostawieniem pozostałych przęseł i filarów korpusu, wzniesieniu portalu głównego oraz jednej zachodniej wieży, której kształt nie jest znany. Świątynię przykryto sklepieniem krzyżowo-żebrowym. W epoce renesansu i reformacji wykonano istotne zmiany architektoniczne w świątyni.

### Portal południowy

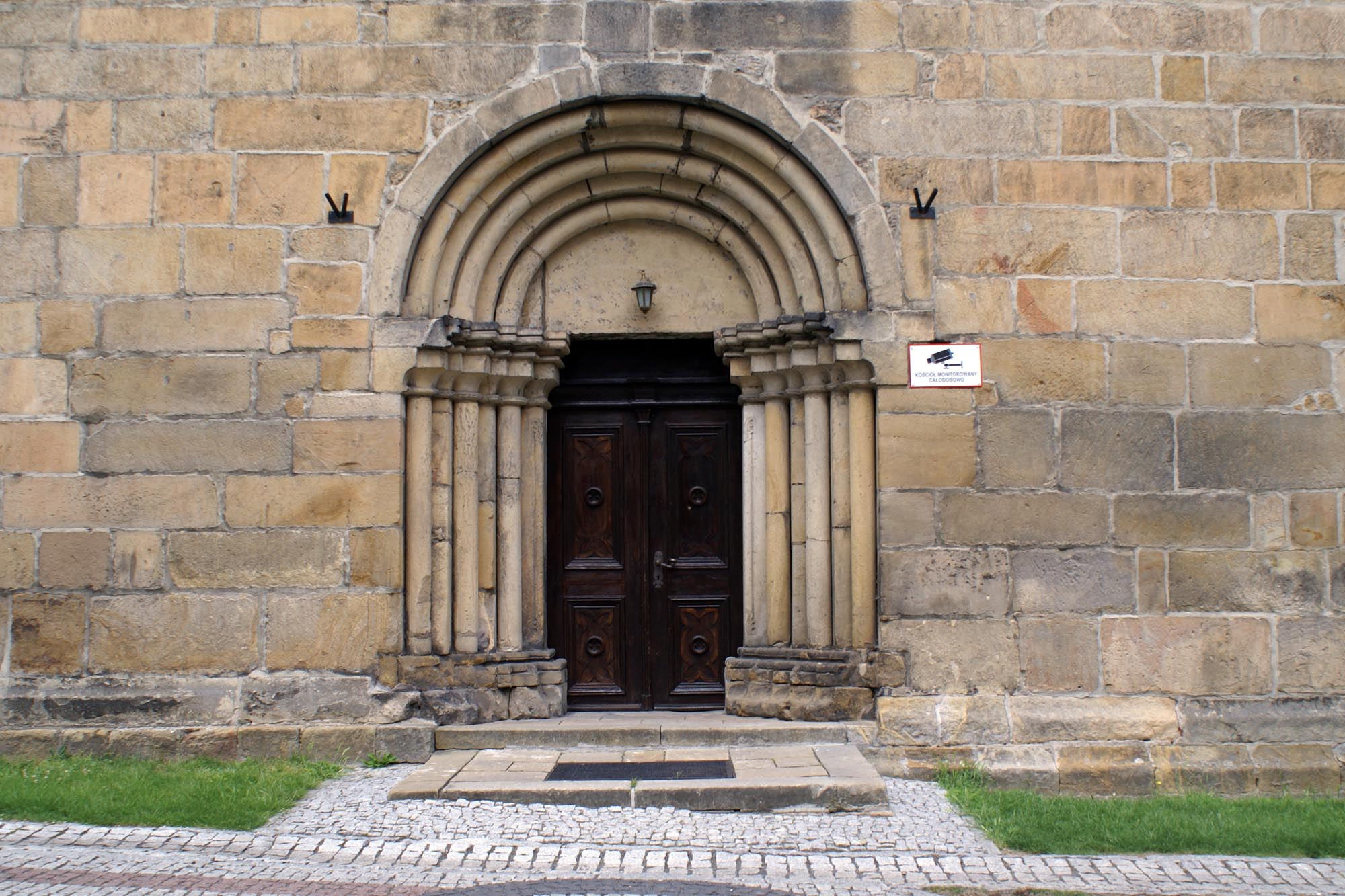
Romański portal - wejście do kościoła Narodzenia NMP

Kolumny jego trójuskokowych ościeży posiadają kielichowe głowice, podtrzymujące gzyms, na których umieszczona jest półkolista archiwolta. Bazy kolumn, o talerzowatych kształtach, są podobne do baz filarów skrzyżowania naw we wnętrzu kościoła. Najniższe fragmenty wejścia, czyli bazy kolumn, są bardzo zniszczone. Słabo zarysowane ostre liście u nasad łuków archiwolty oraz nikłych pozostałości żabek o roślinnych kształtach na bazach kolumn. Brak ornamentyki. Powyżej romańskiego portalu znajduje się ogromne okno (7 metrów wysokości, 2,6 metrów szerokości) z czwórdzielnym maswerkiem w kształcie czteroliścia i innych wzorów geometrycznych. Układ ciosów w ościeżach okna odbiega od linii ciosów całej ściany - jeszcze wyżej widać rozety o kamiennych ościeżach z półwałkiem na ich krawędziach.

### Prezbiterium

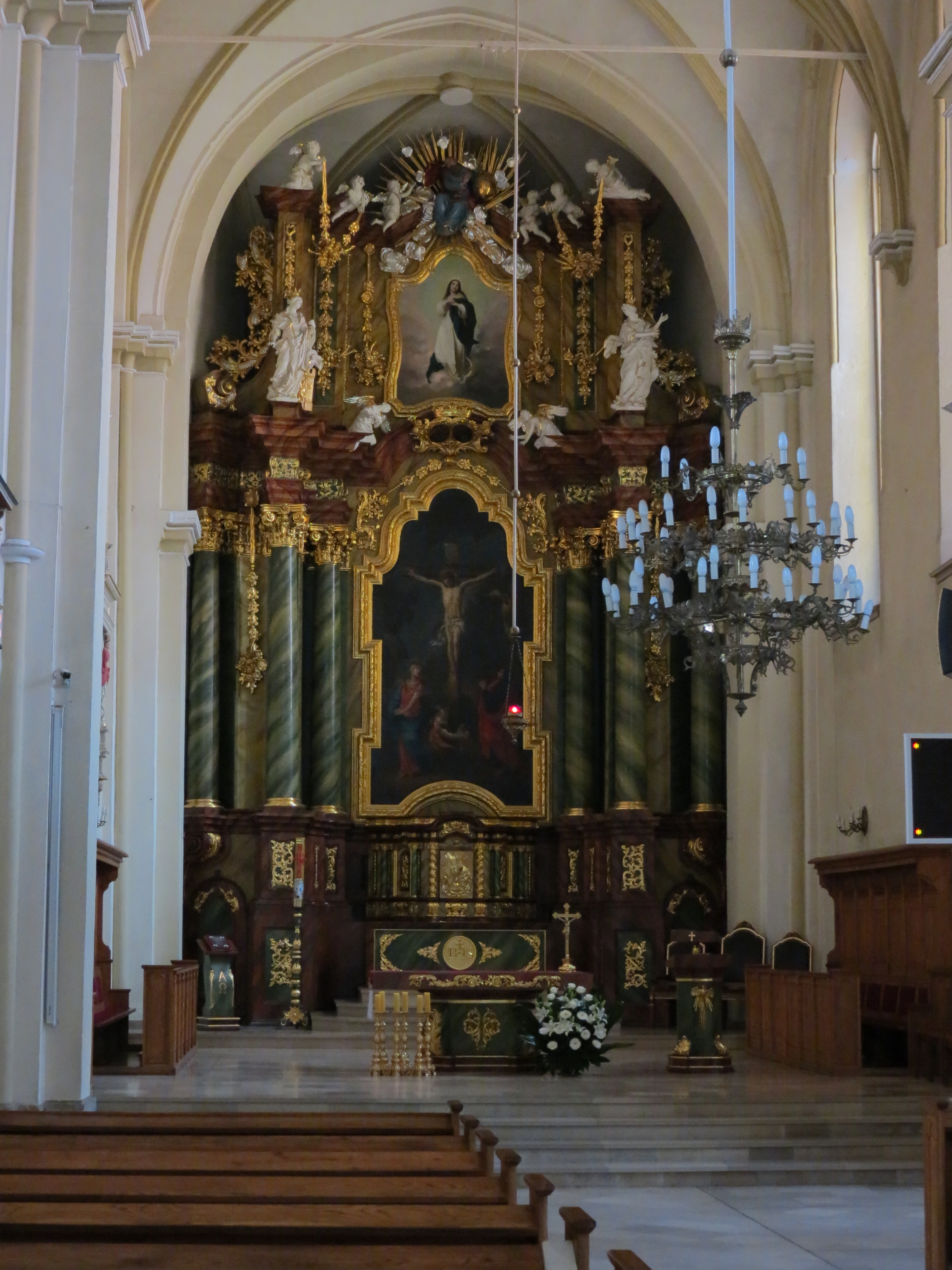
Ołtarz główny

Wzmocnienia prezbiterium to dwie XV-wieczne przypory, z których zachodnia ma większy przekrój i jest trójuskokowa. Pomiędzy wschodnią ścianą transeptu a przyporą prezbiterium znajdowało się w XVIII wieku do 1917 roku zewnętrzne wejście na emporę szewców, która zawieszona była w tym czasie w prezbiterium.
Prezbiterium oświetlają dwa ostrołukowe okna (7,5 metra wysokości, 1,25 metrów szerokości) z dwudzielnymi maswerkami zakończonymi ostrołukami i rozetą. Ościeże okien ozdobione są przez półwałki. Ściana pomiędzy wschodnią przyporą a przyporą wieży jest cofnięta i ograniczona od góry łukiem. U góry widoczna jest piaskowana głowica służki z motywem akantu, która wieńczyła niegdyś kolumienkę stojącą na narożach wielobocznej apsydy, rozebranej w końcu XV wieku.

### Wieża wschodnia
Zbudowana na planie kwadratu o boku ok. 8,90 metrów. Czubek iglicy ma 67 metrów wysokości. Wybudowana z bloków piaskowca, gdzieniegdzie wypełniona cegłą. Ciężar wieży podtrzymywany jest przez sześć ośmiouskokowych przypór o wysokości 35 metrów.
Poniżej znajduje się kręcona klatka schodowa. Wieżyczka ta przylega do jednej z przypór południowych. W najniższym poziomie wieży, od północy znajduje się na wysokości 4 metrów małe okratowane okienko, przylegające do tzw. Krypty Helmrichów.

### Elewacja północna
Zakrystię odbudowano po usunięciu północnej apsydy transeptu. Wschodnia ściana zakrystii została dostawiona do przypory wieży, zaś jako dwie następne wykorzystano mury prezbiterium i transeptu. Zakrystia pokryta jest jednospadowym dachem, krytym blachą i posiada stryszek, do którego prowadziły kiedyś wewnętrzne schody. Dzisiaj dostać się tam można jedynie przez zewnętrzne okienko, które mieści się kilka metrów nad ulicą.
Trzy ostrołukowe okna ozdobione są skromnymi maswerkami z liściastymi motywami.
Do zakrystii przylega zejście do kotłowni. Ta część wykonana została z cegieł i otynkowana. Ciosy piaskowca użyto jedynie do wykonania narożnych lizen z półwałkiem oraz ościeży dwóch rozetowych okien. Dolna rozeta (ok. 4,10 metrów) ma ościeża z półwałkiem na krawędzi, a wypełnia ją kamienny maswerk z rysunkiem promieniście ułożonych dziesięciu liści. Druga z rozet, położona nieco wyżej ma średnicę 1,80 metrów. Jest to największe rozetowe okno kościoła. W średniowiecznej architekturze, rozeta była wyobrażeniem koła kosmicznego i przeważnie miała 12 promieni, które symbolizowały znaki zodiaku; jej genezę wiąże się również z monogramem Chrystusa wpisanym w koło.
Portal północny jest nieco wysunięty w stosunku do lica ściany. Trójuskokowa archiwolta jest ostrołukowa i niezbyt ostra. W ościeżach trójuskokowych stoją kolumny z kielichowymi głowicami, ozdobionymi bogatym ornamentem roślinnym. Motywy są niesymetryczne, gdyż zachodnia strona ma kształty stosunkowo prostych liści, ułożonych w koła, lub półkola. Wschodnia zaś ma liście większe i wyrastają jak gdyby z grubszych łodyg. Nasady wałków archiwolty opierają się na tzw. zakrępowanym gzymsie, urozmaicone lancetowymi liśćmi (8 po każdej stronie). Ponad archiwoltą znajdują się jeszcze wimperga  profilowana, lecz bez ozdób.

### Fasada
Wzniesiona została w XIII wieku, lecz dzisiejszy wygląd uzyskała w latach 1914–1917 2 gzymsy przechodzące także przez przypory dzielą się na 3 poziome pasy. W południowej części fasady, wysuniętej naprzód, tworzy się tzw. ryzalit. Powyżej znajduje się duże okno (8,25 metrów wysokości i 1,10 metrów szerokości). Zakończone ostrołukiem; dwudzielny maswerk okna tworzą m.in. trójliście i ostrołuki. Cokół tej części fasady jest podobny do cokołu północnego ramienia transeptu. Środkową część elewacji zachodniej wypełnia ostrołukowy portal z czwóruskokowymi ościeżami. Wałki ościeży oparte na wysokich cokołach. Po bokach portalu wkomponowano półfilary zakończone sterczynami i żabkami.
W tympanonie widoczny jest maswerk z motywami rybich pęcherzy, kół i półkoli. Całość zwieńczona jest wimpergą, czyli dekoracyjnym wysmukłym trójkątnym szczytem z kamiennymi żabkami w kształcie liści z kwiatonem. W polu wimpergi znajduje się ślepy maswerk z elementami trójliści i łuków. Portal zrekonstruowany został w latach 1872–1874.
Na przyporze po lewej stronie portalu z trudem można dostrzec datę 1553, wyrytą na pamiątkę okrutnej zarazy. Tuż nad wejściem znajduje się szerokie okno z XIX-wiecznym czwórdzielnym maswerkiem w kształcie czwórliści, łuków i kół. Na ościeży okna widnieje zagadkowa inskrypcja: 1661 PK.